# Deutsch-israelische Literaturtage
Das internationale Literaturtreffen Deutsch-Israelische Literaturtage ist eine von der Heinrich-Böll-Stiftung und dem „Forum Goethe-Institut“ erstmals vom 20. bis 24. März 2005 durchgeführte Veranstaltung, die deutsche und israelische Schriftsteller zu Lesungen und Diskussionen an mehreren Spielorten in Berlin zusammenführen soll.
Anlass war der bevorstehende 40. Jahrestag der Aufnahme diplomatischer Beziehungen zwischen Israel und Deutschland. Inhaltlich soll herausgearbeitet werden, was die zeitgenössische Literatur über die jeweiligen Gesellschaften, ihre Moral, Bestandsaufnahmen und Konfliktlinien zu erzählen hat.
Neben den Lesungen gab es täglich autoren- und themenzentrierte Gesprächsrunden, Podiumsdiskussionen und Filmveranstaltungen.
Die zweiten deutsch-israelischen Literaturtage fanden vom 11. bis 13. April 2008 statt, die dritten vom 27. bis 31. Oktober 2009.
Die 13. Ausgabe der Deutsch-Israelischen Literaturtage fand vom 11. bis 15. April 2018 in Berlin statt. Im Deutschen Theater, in der Volksbühne und in den Sophiensälen begegneten sich traditionell jeweils ein deutscher und ein israelischer Autor oder Autorin, stellten jeweils das aktuelle Werk vor und führten einen Dialog zum Thema "Fair enough?" – "Was ist gerecht?".
2023 wurde die Veranstaltung aufgrund des Angriffs der Hamas auf Israel auf das Frühjahr 2024 verschoben.

Fotos
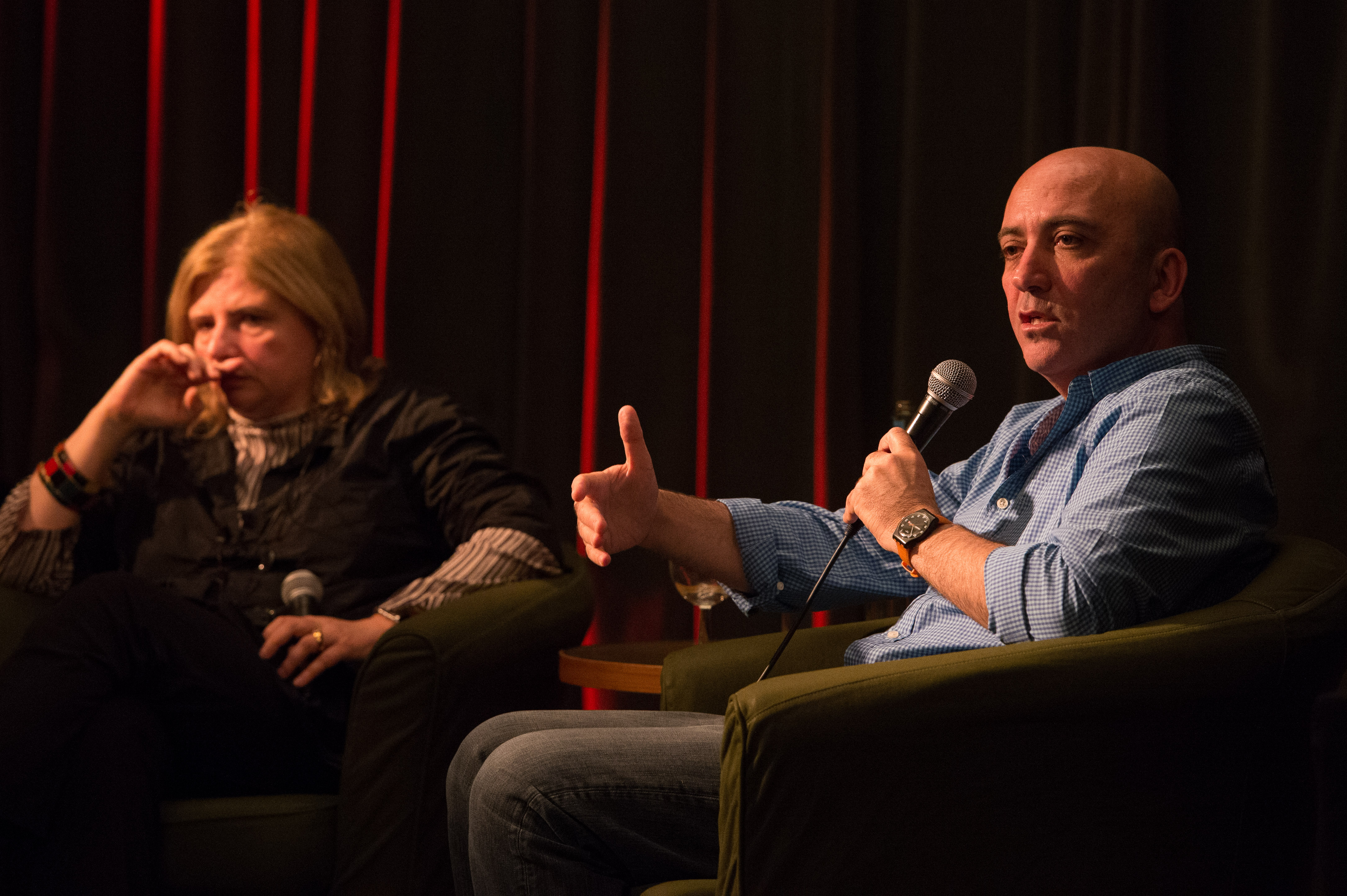
Sibylle Lewitscharoff, Aviad Kleinberg (2014)
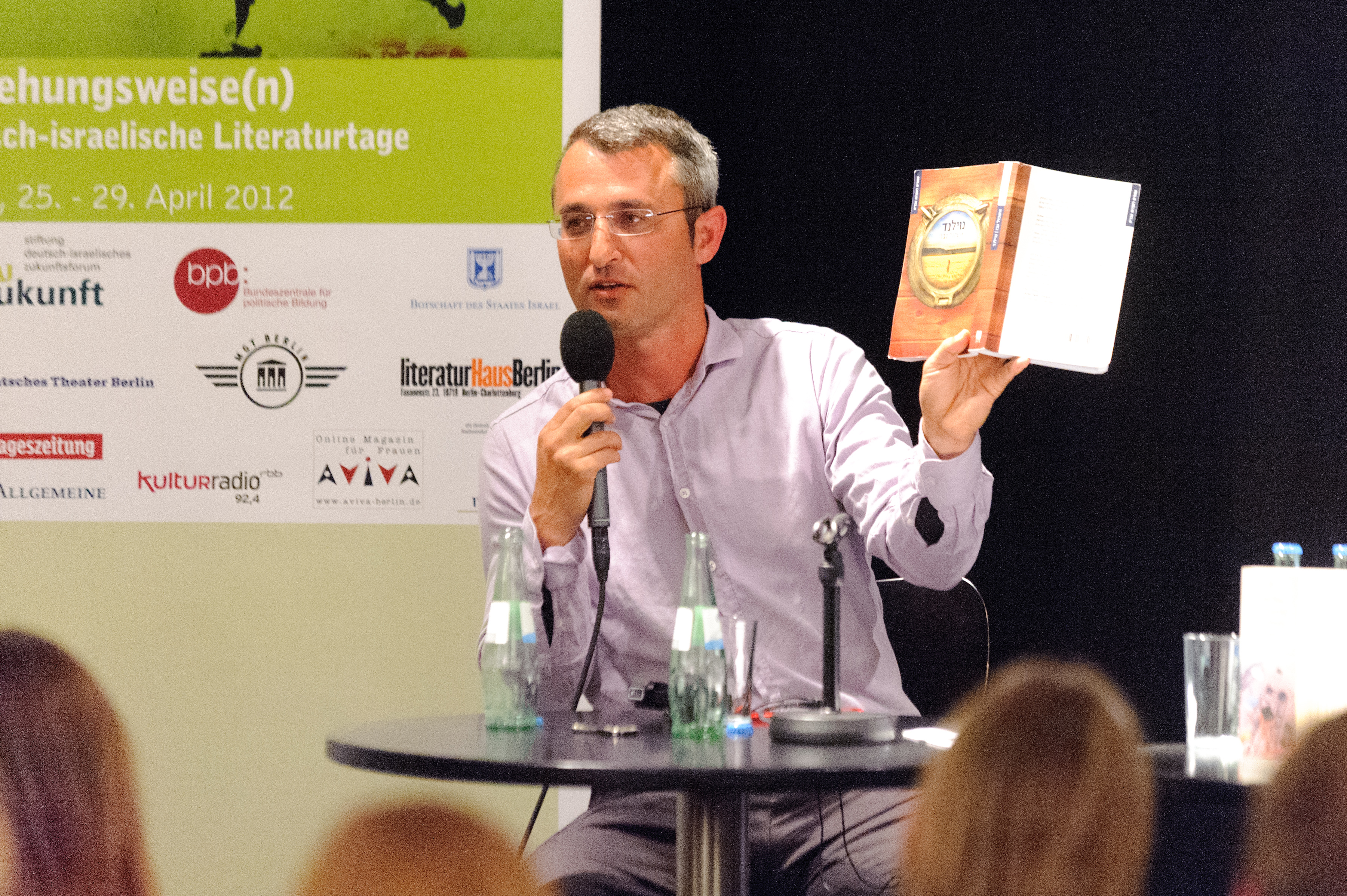
Eshkol Nevo (2012)
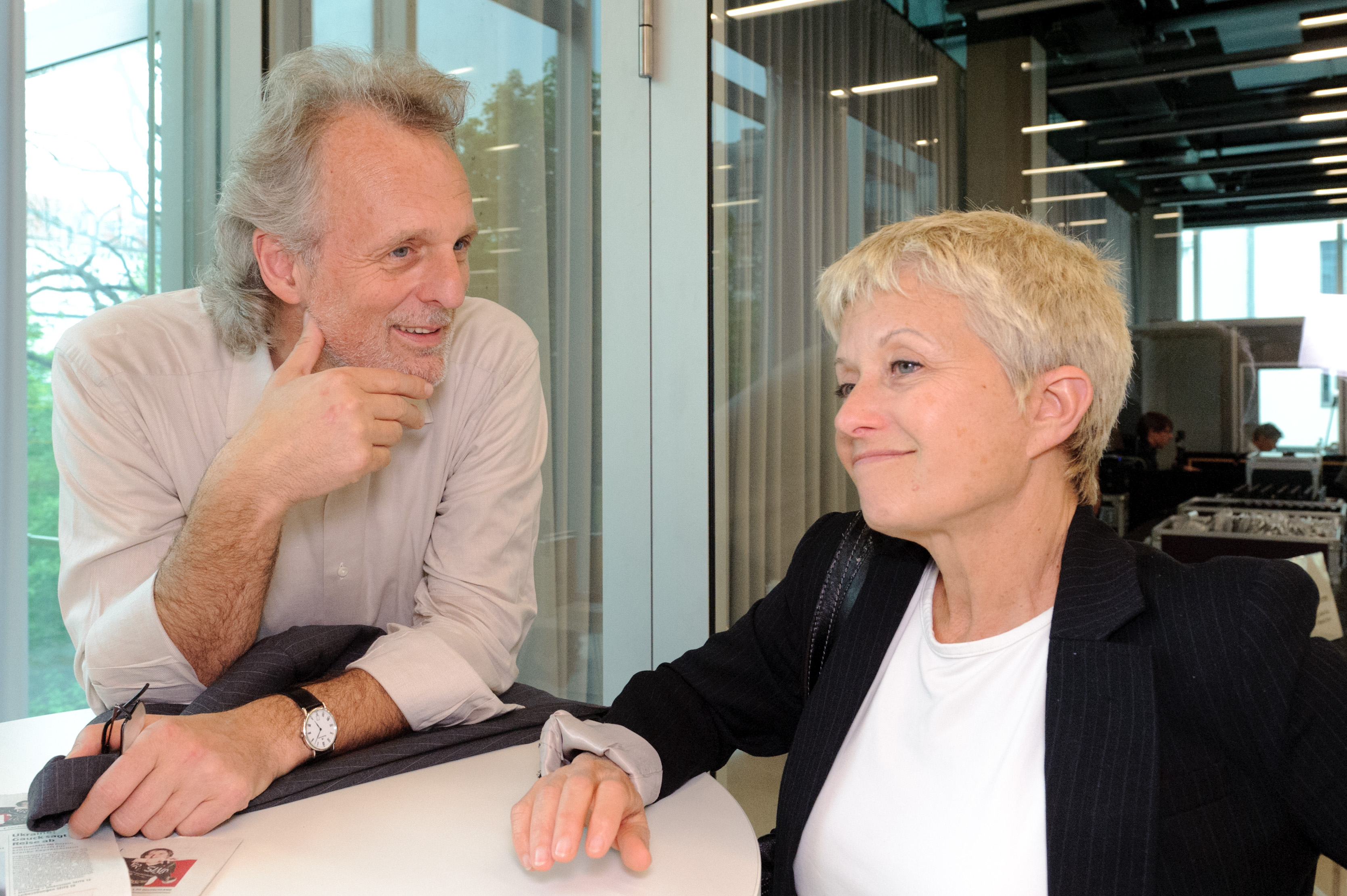
Hubert Winkels und Avimara Golan (2012)
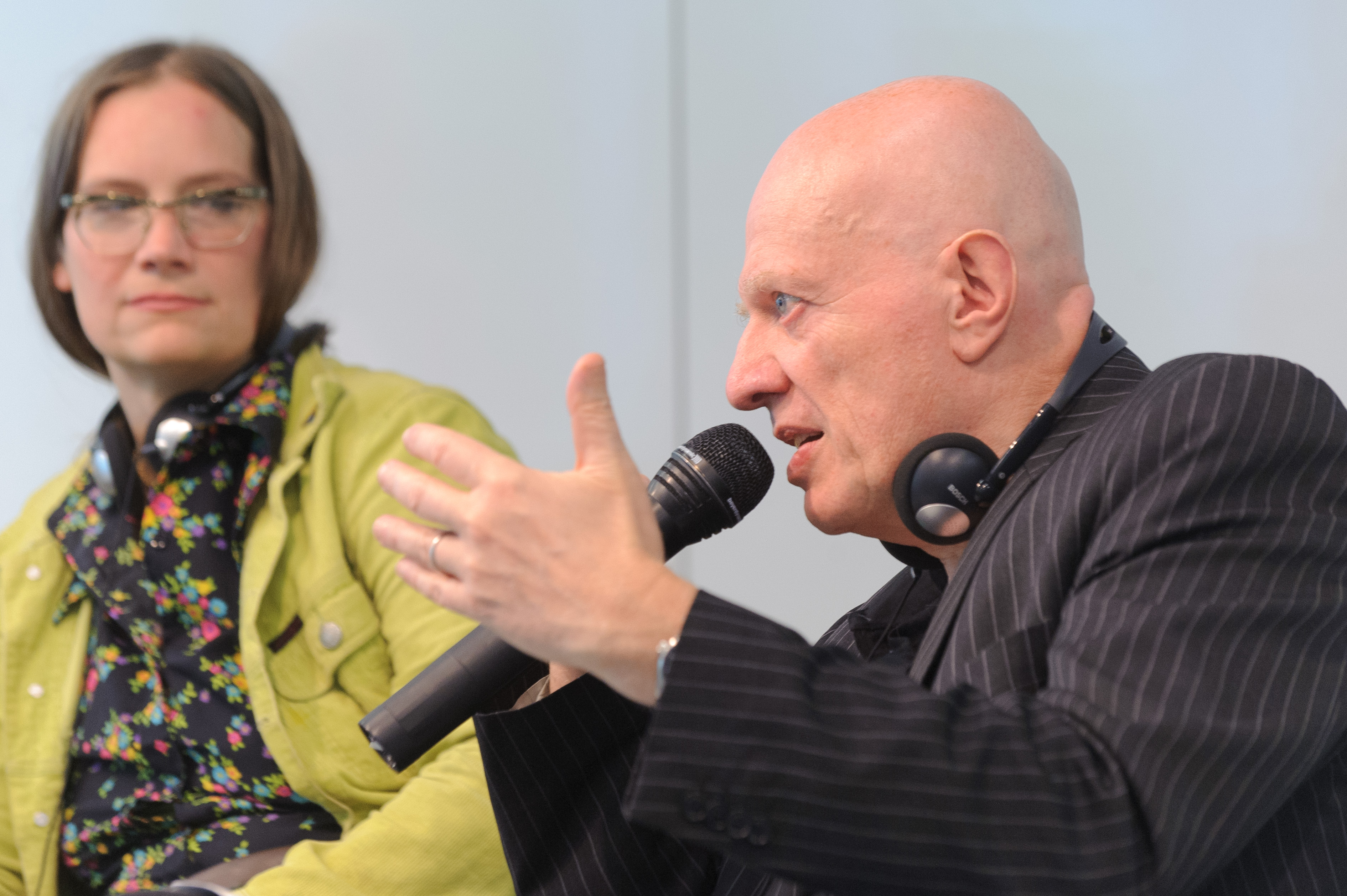
Tanja Dückers, Ralf Fücks (2012)
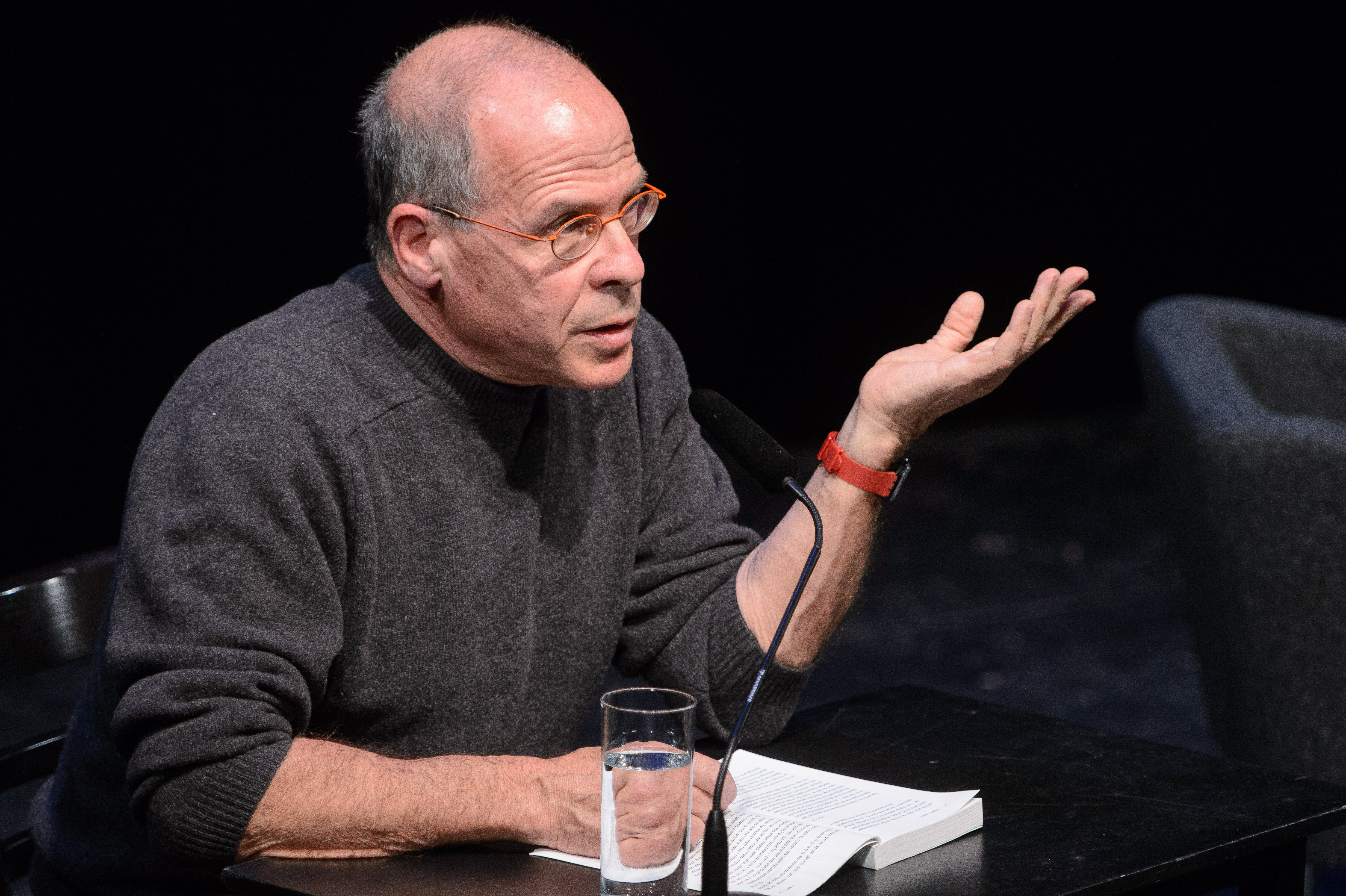
Meir Shalev (2014)